# Die Schule der Liebe
Die Schule der Liebe ist eine US-amerikanische Musik- und Liebeskomödie aus dem Jahre 1933 von David Butler. Die von der Fox Film Corporation unter Vertrag genommene Lilian Harvey spielte hier nach ihrer Abreise aus Deutschland Anfang Januar 1933 in ihrer ersten Hollywood-Produktion.

## Handlung
Irgendwo in überirdischen, himmlischen Sphären wacht ein Cupido über das Lebens- und Liebesglück der Menschen. Cupido stellt sich den Kinozuschauern vor und erklärt von der Leinwand herab seine Aufgabe, nämlich Herz zu Herz zu führen und Liebende, die noch nichts von ihrem Glück wissen, endlich zueinander zu bringen. Er steht der titelgebenden Schule der Liebe vor, und dies will er an einem besonderen Beispiel offenbaren. So feuert er scheinbar wahllos gleich mehrere Liebespfeile auf die Erde herab. Doch Cupido macht den Zuschauern auch klar, dass nicht alles so schnell und reibungslos ablaufe, wie vielleicht der eine oder andere im Kinosessel glaube, und so beginnt er in Rückblenden von einem besonders kuriosen Fall zu erzählen, in dessen Mittelpunkt die elfenhafte Looloo Blake und der jungenhafte Charmeur Ronnie Gregory stehen.
Ronnie ist ein charmanter Schwerenöter und Tagedieb und lebt von dem Geld, das ihm der knurrig-knorrige Verwalter des familiären Firmenvermögens, Onkel Ellery Gregory, zukommen lässt. Doch der hat eines Tages die Nase voll und will nicht länger diesem Tunichtgut und notorischen Frauenversteher finanziell unter die Arme greifen, zumal Ronnie sich standhaft weigert, in der familieneigenen Büstenhalter-Fabrik mitzuarbeiten. Doch, so grinst Ronnie Onkel Ellery an, er werde auch weiterhin gern die Firmenprodukte – ganz privat und am lebenden Objekt, versteht sich – berühren. Ellery findet diesen Scherz weit weniger lustig als sein nonchalanter Neffe, und schließlich geraten die beiden Männer in einen grundsätzlichen Streit. Daraus entsteht schließlich eine absonderliche Wette, die ein wenig an George Bernard Shaws Pygmalion erinnert: Ronnie behauptet, er könne ein treu-braves Mädchen Marke heimeliges Mauerblümchen derart in ein mondänes Glamour Girl umgestalten und sie mit Onkel Ellerys schrulligem und wenig ansehnlichen Sohn Gerald verkuppeln. Prompt schneit in diesem Moment die firmeneigene und unscheinbare Putzfrau Looloo Blake herein, und die Dinge nehmen, so wie einst bei Eliza Dolittle, ihren Lauf, denn das Objekt der Wette scheint gefunden.
In seinem Glauben, das ihm niemand in Sachen Frauen etwas vormachen könne, ist Ronnie sofort bereit, an dem kleinen Trampel Looloo sein Umgestaltungskönnen vorzuführen. Onkel Ellery schlägt ein, die Wette gilt. Sofort macht sich Herzensbrecher Ronnie daran, aus der unscheinbaren Hilfskraft Looloo eine glitzernde Dame von Welt zu machen – chic, glamourös, kurz: eine echte Lady der gehobenen Gesellschaft. Ronnies ihn bewundernder Harem, darunter auch die für gute Manieren zuständige, brünette Jacqueline Wood, für die das alles nur ein großer Spaß, ein lustiger Zeitvertreib ist, helfen Ronnie bei der großen Umgestaltung. Doch mit jedem Tag, mit dem er Looloo näher kennen lernt und das Makeover an Gestalt gewinnt, kommen Ronnie die eigenen Gefühle in die Quere, und er droht, ganz gegen seine Gewohnheit, sich in die junge Dame zu verlieben. Looloo aber, die überhaupt nicht versteht, weshalb dieser ganze Rummel um sie veranstaltet wird, wird zu einer quirligen und bisweilen launenhaften, kleinen Diva, die nun plötzlich meint, sich auch die exzentrische Grillenhaftigkeit der Londoner Upper Class aneignen zu müssen. Zu allem Überfluss findet diese Prinzessin auf der Erbse nun auch noch den für sich vorgesehenen Ehemann Gerald Gregory ziemlich abstoßend. Als dann auch noch Onkel Ellery seinen dritten Frühling erlebt und seine hormonell gesteuerten Fühler nach Looloo ausstreckt, droht die Wette komplett aus dem Ruder zu laufen. Offensichtlich hatte Cupido doch ein, zwei Pfeile zu viel auf die Protagonisten dieser Geschichte abgeschossen. Am Ende findet sich dann doch noch Herz zu Herz.

## Produktionsnotizen
Die Schule der Liebe entstand im Frühjahr 1933 in Hollywood und wurde am 22. September 1933 in den USA uraufgeführt. In Deutschland lief der Film trotz seines einstigen UFA-Stars nicht an, es gab jedoch eine österreichische Premiere unter dem genannten Titel.
Die Kostüme entwarf Joe Strassner, Harveys langjähriger Hauscouturier beim deutschen Film, der mit ihr ebenfalls an Bord in Richtung Amerika war. Die Filmbauten stammen aus den Händen von Gordon Wiles.
Co-Komponist Arthur Lange übernahm auch die musikalische Leitung. Joseph LaShelle diente Chefkameramann Arthur C. Miller als ungenannter einfacher Kameramann. Joseph E. Aiken sorgte für den Ton.

## Kritik
Variety schrieb 1933 über Lilian Harveys Hollywood-Einstand: „Ein außerordentlich vorteilhaftes Debüt.“
Halliwell’s Film Guide meinte: „Annehmbare Komödie mit Liedern, die einigen Einfallsreichtum bei der Präsentation offenbart, um seinen deutschen Star beim amerikanischen Publikum beliebt zu machen.“
Auf Rotten Tomatoes heißt es: „Der babygesichtige Komiker Harry Langdon, der den Handlungsablauf überwacht, spielt eine seiner besten Tonfilmrollen als drolliger Cupido.“